# Bahía de Lobos
Bahía de Lobos es una localidad tipo congregación del municipio de San Ignacio Río Muerto, ubicada en el sur del estado mexicano de Sonora, en la costa del Golfo de California. La congregación es la segunda localidad más habitada del municipio, ya que según los datos del Censo de Población y Vivienda realizado en 2010 por el Instituto Nacional de Estadística y Geografía (INEGI), Bahía de Lobos tiene un total de 2,867 habitantes.

## Geografía
Bahía de Lobos se sitúa en las coordenadas geográficas 27°21′6″ de latitud norte y 110°27′14″ de longitud oeste del meridiano de Greenwich, a una elevación de 1 metro sobre el nivel del mar.

## Referencias

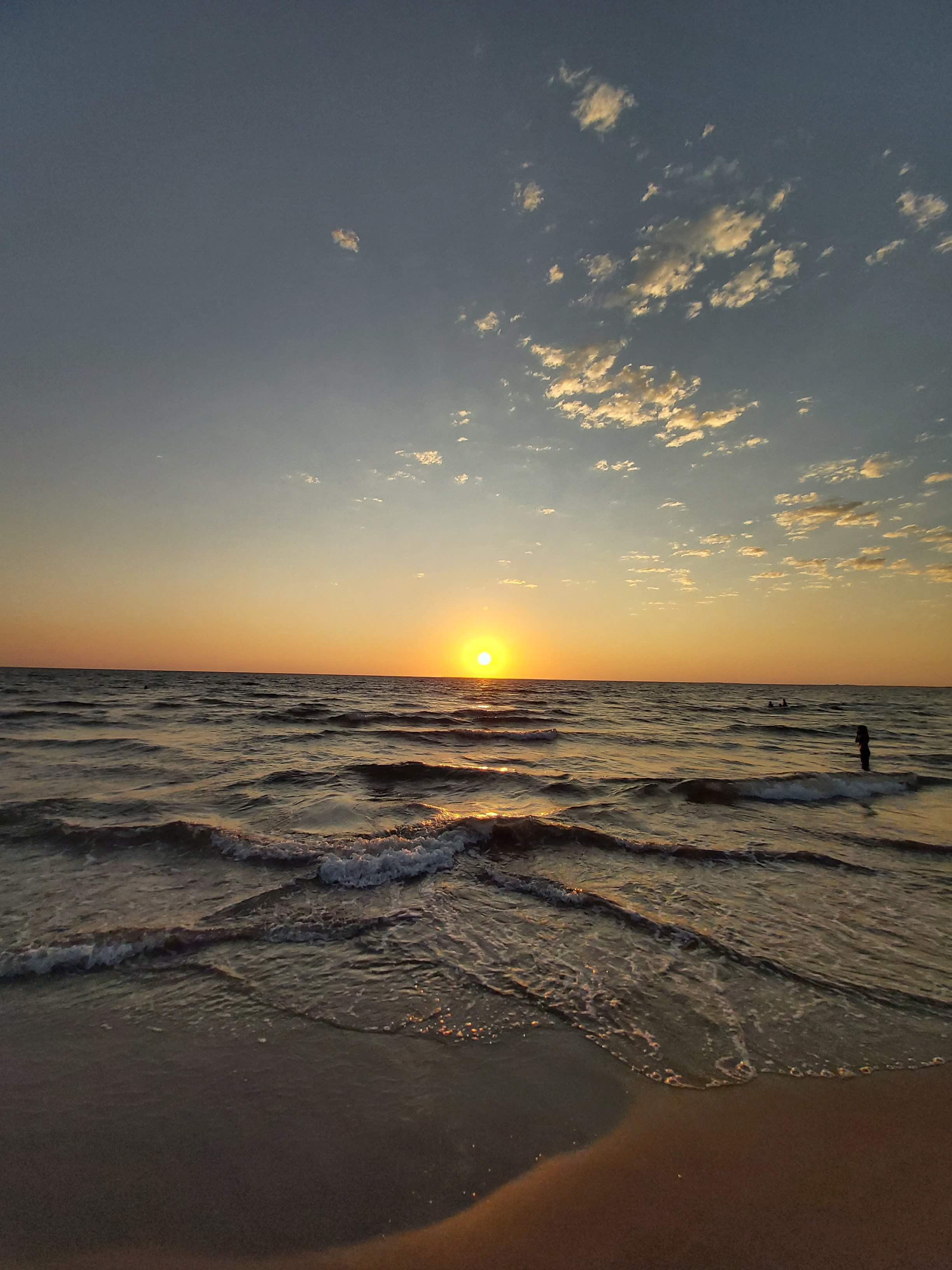
Vista al atardecer en Bahía de Lobos.